# Взрывы в здании почты Загреба
Серия взрывов в здании Главной почты Загреба, также известная как Диверсия на Главной почте в Загребе (сербохорв. Diverzija na Glavnoj pošti u Zagrebu / Диверзија на Главној пошти у Загребу) — диверсионная операция, организованная партизанами Народно-освободительной армии Югославии, состоявшаяся 17 сентября 1941 в оккупированном немцами и усташами Загребе.
В ходе диверсии в здании Главной почты Загреба в 12:30 по местному времени прогремели параллельно два мощных взрыва. В результате взрывов было ранено восемь человек, ещё один по дороге в больницу скончался. В самом здании были выбиты стёкла полностью, часть документов была уничтожена, а часть была унесена ветром. Считается первой крупной антифашистской операцией, состоявшейся в Загребе.

## Предыстория

### Организаторы диверсии
Главным организатором диверсии являлся генеральный секретарь ЦК Коммунистической партии Хорватии Раде Кончар, будущий народный герой Югославии. В состав диверсионной группы вошли восемь человек: четверо из них уже проходили на тот момент военную службу в рядах партизанской армии, ещё четверо работали непосредственно на почте. Из восьми человек шестеро состояли в Коммунистической партии Югославии.
В первую четвёрку входили Блаж Месарич, Антун Бибер, Воин Ковачевич и Анте Милкович. Во вторую четвёрку входили Йосип Чулят, Славко Маркон, Вилим Галер и Нада Галер. Чулят работал на автоматической телефонной станции, а Маркон на локальной коротковолновой радиостанции.
Незадолго до начала операции команда диверсантов понесла потери: по подозрению в сотрудничестве с партизанами были арестованы Ковачевич и Милкович (Ковачевич после пыток и допросов скончался 2 сентября). Впрочем, они не выдали сведений о готовящейся операции, что и позволило партизанам подготовить полный план действий.

### План операции
Для операции предполагалось заложить семь самодельных взрывных устройств в здании Главной почты Загреба, которые сработали бы после нескольких телефонных звонков на определённые номера. Общая масса взрывчатки составила 21 кг в тротиловом эквиваленте. Взрывчатку диверсантам поставлял лейтенант армии НГХ Августинович, который симпатизировал антифашистскому движению. Её спрятали в семи специальных коробках, которые изготовил инженер Иван Брумен, ещё один загребский антифашист. Груз был передан Блажу Месаричу.

### Подготовка к взрыву
Основной проблемой для партизан являлся путь, по которому можно было бы безопасно доставить 21 кг взрывчатки: здание почты находилось под особой охраной усташей и немецких солдат. 12 сентября Славко Маркон получил взрывчатку и спрятал её на пороховом складе, недалеко от автоматической телефонной станции.
Тем временем Маркон, а также Иосипу Чуляту и Наде Галер (она работала телефонисткой) необходимо было составить впечатление спокойной обстановки у работников почты и параллельно перенести взрывчатку в здание. По плану, несколько взрывных устройств размещались в трёх отделениях АТС, оставшиеся — на коротковолновой радиостанции, располагавшейся этажом ниже. Проблема была в том, что немцы охраняли радиостанцию особенно тщательно: там располагались несколько телефонов, по которым можно было связаться с Берлином, Веной, Белградом и Афинами; также через эту станцию проходили телефонные линии, по которым шла связь из Берлина в Одессу и Софию.
Охранял вход на радиостанцию дисциплинированный немецкий часовой. Впрочем, Иосип Чулят нашёл выход из ситуации: он вынудил немца выпить бутылку бренди, после чего тот заснул и в итоге проспал всю ночь, будучи пьяным.

## Взрывы
В воскресенье, 14 сентября к 7 часам утра все приготовления к взрывам завершились. В 8 часов утра все члены диверсионной группы и те, кто оказывал помощь храбрым диверсантам, немедленно покинули город и на поезде отправились в Карловац, откуда им предстоял путь в Кордун к другой партизанской группе. В 12:30 по местному времени Никола Рупчич зашёл в квартиру профессора Ольги Мильчинович и набрал на телефоне несколько номеров — именно это задание ему получил выполнить Антун Бибер.
В эту же минуту в здании почты прогремел мощный взрыв. Туда ворвались несколько десятков полицейских, которые попытались немедленно отключить всё электричество и предотвратить возможный пожар. Однако после попытки отключения электроэнергии в здании прогремел второй взрыв, не менее мощный. Впрочем, из семи взрывных устройств сработали всего шесть.
Из-за взрывов здание было значительно разрушено. Автоматическая телефонная и коротковолновая станции вышли из строя: связь с Веной, Берлином, Белградом, Одессой и Софией оборвалась. Что касается человеческих жертв, то в результате диверсии был убит один полицейский по фамилии Шкунца; восемь человек были ранены — пять агентов усташей, два немецких солдата и один офицер. Из гражданских лиц (работников станции и мирных жителей) никто не пострадал.

## Последствия

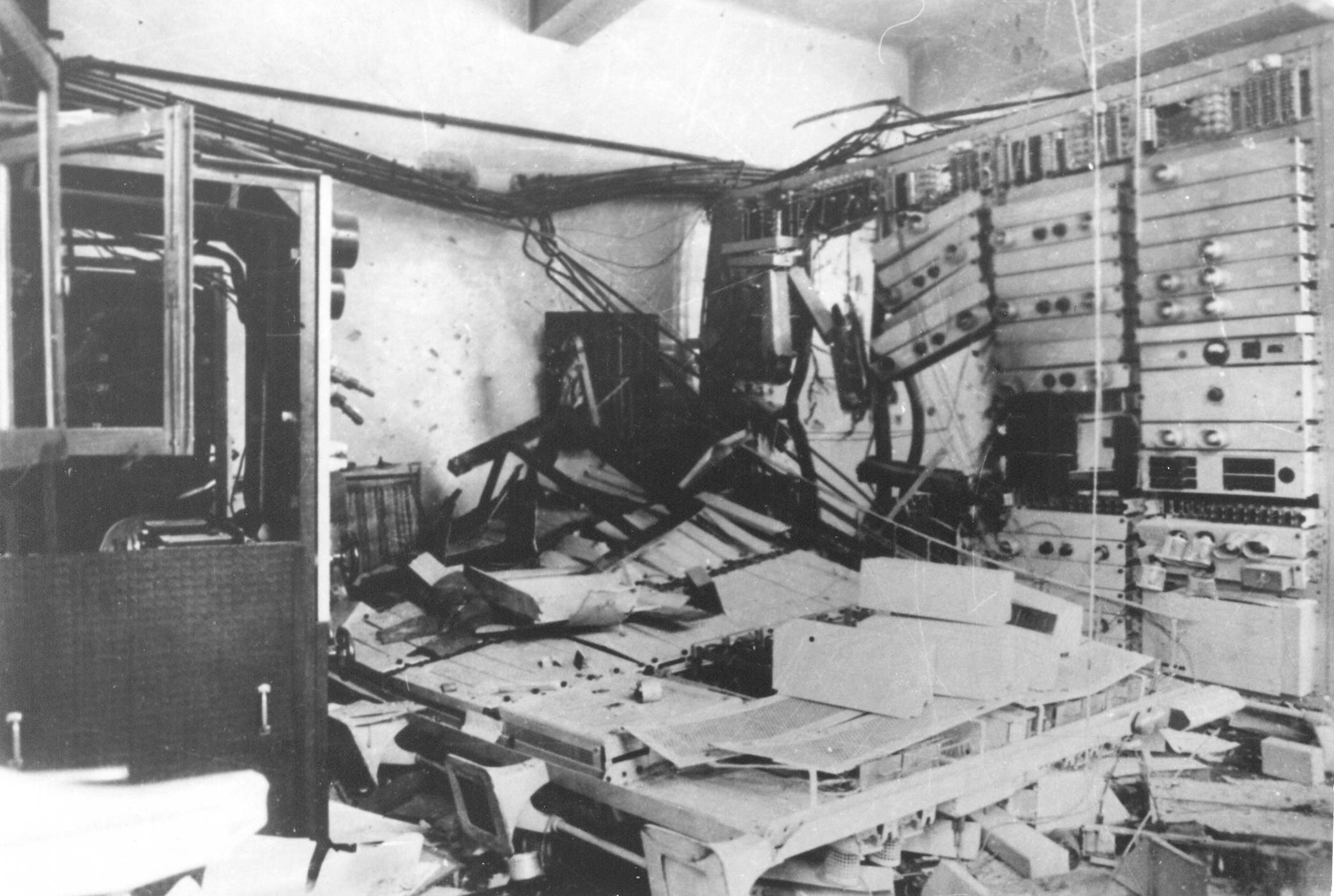
Последствия взрыва

Оба взрыва на долгое время оборвали телефонную и радиосвязь в Загребе: восстановление телефонных линий заняло не менее семь месяцев. Но более важным был моральный эффект: с этого момента усташи перестали чувствовать себя в полной безопасности, поскольку партизанам удалось проникнуть в самое сердце хорватского марионеточного государства и нанести мощный удар по фашистам. С этого момента Загреб стал ещё одним полем боевых действий Второй мировой войны.
Новости о произошедшем были опубликованы на следующий день в газете Hrvatski narod. 17 сентября в Загребе и остальных городах Хорватии были расклеены объявления о розыске подозреваемых в теракте. В списке разсыкиваемых были Иосип Чулят, Славко Маркон, Вилим Галер и Нада Галер. Вознаграждение за голову каждого из партизан составляло по 100 тысяч кун. В итоге виновным был признан находившийся в здании Владо Зингер (один из членов движения усташей), которого отправили в концлагерь Ясеновац.

## Память
В послевоенные годы в Югославии было снято два фильма о произошедших событиях. В 1961 году Иво Лукас снял военную драму «Диверсия на телефонном коммутаторе»; в 1981 году вышел сериал «Непокорённый город», сюжет серии «72 — 96» был основан на событиях в Загребе.